# Johan Wendel
Johan Wendel, född 1889 i Landskrona, död i maj 1967 i Stockholm, var en svensk dekorationsmålare och målare.
Wendel studerade vid Tekniska skolan och vid Wilhelmsons och Althins målarskolor i Stockholm och genom självstudier under resor till bland annat Paris, München och Zürich. Han återvände till Sverige 1916 och var från 1918 fram till sin pensionering 1953 anställd som dekorationsmålare vid Stockholms stadshus. Som stafflikonstnär utförde han stilleben, porträtt och landskapsskildringar.  